# ニコラ・ミロティッチ
ニコラ・ミロティッチ・スタヨヴィッチ（Nikola Mirotić Stajović, 1991年2月11日 - ）は、スペインのバスケットボール選手。スペイン代表。ポジションはパワーフォワード。モンテネグロのポドゴリツァ出身。

## 経歴

### 生い立ち
ミロティッチは幼年期をモンテネグロで過ごし、ポドゴリツァの学校でバスケットボールを始めた。
2005年の夏、ミロティッチが14歳の時にレアル・マドリード・バロンセストのジュニアチームと契約を結んだ。

### レアル・マドリード・バロンセスト(2008-2014)
2006年から2008年までレアル・マドリード・バロンセストのジュニアチームでプレイした後、2008年にレアルのシニアチームと契約を結んだ。
2010-2011のユーロリーグで、ミロティッチはチームで最も優れた選手の一人になり、ユーロリーグ・ライジング・スター賞（22歳以下の選手の中で最も優秀な選手に贈られる賞）を受賞した。
2011-2012にもユーロリーグ・ライジング・スター賞に輝いており、この賞が設立されてから初めて複数回受賞した選手となった。
2011年4月、ミロティッチはレアルと5年間の契約延長を果たした。そしてレアルは2012年にスペイン国王杯とスペイン・スーパーカップ (en: Supercopa de España de Baloncesto)、2つの栄冠に輝いた。
2011年6月23日、ミロティッチは2011年のNBAドラフトでヒューストン・ロケッツに全体23位で指名された。その後、ミロティッチとの交渉権はミネソタ・ティンバーウルブズを経てシカゴ・ブルズへと移動した。
2012-13ユーロリーグシーズンにおいて、ミロティッチはユーロリーグ・ライジング・スター賞で2番目の投票数を得た（選出されたのはコスタス・パパニコラウ）。そして、オール・ユーロリーグ・セカンドチームに名を連ねた。
2014年5月、ミロティッチは昨年に引き続いて2年連続でオール・ユーロリーグ・セカンドチームに選出された。

### シカゴ・ブルズ
2014年7月18日、ミロティッチはシカゴ・ブルズと3年1660万ドルで契約をした。レアル・マドリード・バロンセストとの間に残っていた契約については、ブルズが金額の一部を負担してバイアウトで合意した。
2014年12月19日のメンフィス・グリズリーズ戦で、ミロティッチは6本の3ポイントシュートをすべて沈めてNBAでのキャリアハイとなる27点を記録し、試合にも103-97で勝利した。
2015年1月5日にはイースタン・カンファレンスの12月度の月間新人賞を獲得した。
2015年3月1日のロサンゼルス・クリッパーズ相手にキャリアハイを更新する29点を記録するも、試合には86-96で敗北した。その勢いのまま2015年3月は好調を維持し、1試合平均20.8得点（その内20得点以上を取った試合が8試合）、ルーキー2位となる7.6リバウンド1.2ブロックと圧巻の成績を記録している。その結果、2015年4月3日に12月度以来2回目のイースタン・カンファレンス月間新人賞に選出。新人ながら全82試合に出場。NBAオールルーキーチームのファーストチームに選出された。
2017年夏、制限付きFAとなったミロティッチだったが、再契約交渉は難航を極め、トレーニングキャンプ前の9月24日に漸く2年2700万ドルで再契約に合意した。しかし、シーズン開幕直前の全体練習中にボビー・ポーティスと乱闘騒ぎを起こし、顔面骨折の重傷を負い、2017-18シーズンは、開幕から欠場。ブルズにトレードを要求したと報じられた。

### ニューオーリンズ・ペリカンズ
2018年2月1日、オメル・アーシュク、トニー・アレン、ジャミーア・ネルソン、2018年のドラフト1順目指名権、2021年のドラフト2順目指名権を交換する権利とミロティッチ、2018年のドラフト2順目指名権とのトレードでニューオーリンズ・ペリカンズに移籍した。2018年4月6日に行われたフェニックス・サンズ戦でシーズン・ハイとなる31得点、16リバウンドを記録、試合はペリカンズが122-103で勝利した。2018年のプレーオフ1回戦、対ポートランド・トレイルブレイザーズの3戦目でプレーオフベストの30得点、8リバウンドを記録、試合は119-102で勝利した。

### ミルウォーキー・バックス
2019年2月8日、ジェイソン・スミス、スタンリー・ジョンソン、2019年のドラフト2巡目指名権、2020年のドラフト2巡目指名権2つ、2021年ドラフト2巡目指名権とのトレードでミルウォーキー・バックスに移籍した。

### FCバルセロナ
2019年6月29日、NBAを離れてのFCバルセロナ・バスケットと契約した。

## スペイン代表
ミロティッチは、スペインのジュニアナショナルチームのメンバーに選ばれていた。
ミロティッチは2010年のFIBAバスケットボール欧州U-20選手権でスペインが銅メダルを勝ち取るための助けとなり、大会のオール・トーナメントチームに選出された。
また、翌年の2011年大会ではスペインを金メダルへと導いている。その大会でミロティッチは試合平均27点10リバウンドを記録し、最優秀選手と得点王に輝いた。
ミロティッチはフル代表としてはモンテネグロ代表、スペイン代表のどちらでプレイをするか注目されていたが、2015年FIBAヨーロッパ選手権でスペイン代表デビューを果たし、2016年リオデジャネイロオリンピックにも出場している。

## タイトル、記録など

### タイトル
- スペイン国王杯：2012, 2014
- スペイン・スーパーカップ：2012, 2013
- ACBチャンピオン：2013

### 受賞歴
- NBAオールルーキーチーム 1stチーム：2015
- オール・ユーロリーグ・セカンドチーム：2013, 2014
- リーガACB最優秀選手（英語版）：2013
- オールACBチーム：2013, 2014
- スペイン国王杯最優秀選手賞：2014
- ユーロリーグ・ライジング・スター賞：2011, 2012
- FIBAバスケットボール欧州U-20選手権3位：2010
- FIBAバスケットボール欧州U-20選手権オールトーナメントチーム：2010
- FIBAバスケットボール欧州U-20選手権優勝：2011
- FIBAバスケットボール欧州U-20選手権オールトーナメントチーム：2011
- FIBAバスケットボール欧州U-20選手権最優秀選手賞：2011

## 個人成績

### NBAレギュラーシーズン
| シーズン | チーム | GP  | GS | MPG  | FG%  | 3P%  | FT%  | RPG | APG | SPG | BPG | PPG  |
| -------- | ------ | --- | -- | ---- | ---- | ---- | ---- | --- | --- | --- | --- | ---- |
| 2014–15  | CHI    | 82  | 3  | 20.2 | .405 | .316 | .803 | 0.8 | 1.2 | .7  | .7  | 10.2 |
| 2015–16  | CHI    | 66  | 38 | 24.9 | .407 | .390 | .807 | 5.5 | 1.5 | .9  | .7  | 11.8 |
| 2016–17  | CHI    | 70  | 15 | 24.0 | .413 | .342 | .773 | 5.5 | 1.1 | .8  | .8  | 10.6 |
| 2017–18  | CHI    | 25  | 3  | 24.9 | .474 | .429 | .823 | 6.4 | 1.6 | .6  | .5  | 16.8 |
| 2017–18  | NOP    | 30  | 11 | 29.1 | .427 | .335 | .810 | 8.2 | 1.4 | 1.0 | .9  | 14.6 |
| Career   | Career | 273 | 70 | 23.7 | .419 | .357 | .801 | 5.7 | 1.3 | .8  | .7  | 11.8 |

### プレーオフ
| シーズン | チーム | GP | GS | MPG  | FG%  | 3P%  | FT%  | RPG | APG | SPG | BPG | PPG |
| -------- | ------ | -- | -- | ---- | ---- | ---- | ---- | --- | --- | --- | --- | --- |
| 2016     | CHI    | 11 | 0  | 14.9 | .303 | .233 | .800 | 2.7 | .8  | .5  | .5  | 5.7 |
| 2017     | CHI    | 6  | 6  | 27.0 | .340 | .286 | .800 | 5.0 | 1.5 | .7  | .5  | 8.7 |
| Career   | Career | 17 | 6  | 19.2 | .319 | .262 | .800 | 3.5 | 1.1 | .6  | .5  | 6.8 |